# Zweite Thailändisch-Laotische Freundschaftsbrücke
Die Zweite Thailändisch-Laotische Freundschaftsbrücke (thailändisch สะพานมิตรภาพ 2 ไทย-ลาว), (laotisch ຂົວມິດຕະພາບ ໄທ-ລາວ II) führt über den Grenzfluss Mekong und verbindet die Provinz Mukdahan in Thailand mit der Stadt Savannakhet in Laos.

## Allgemeines
Die am 9. Januar 2007 eröffnete Straßenbrücke ist 1600 m lang und 12 m breit. Dazu kommt das 250 m lange Rampenviadukt auf thailändischer Seite und das 200 m lange Rampenviadukt  auf laotischer Seite. Die Brücke hat zwei Fahrspuren im Rechtsverkehr. Der Wechsel Rechts-/Linksverkehr findet auf thailändischer Seite statt, während dies bei der Ersten Thailändisch-Laotische Freundschaftsbrücke (Nong Khai-Vientiane) auf laotischer Seite der Fall ist.
Die Bauarbeiten begannen am 21. März 2004 und waren am 19. Dezember 2006 abgeschlossen. Die Brücke wurde am 20. Dezember 2006 offiziell von Prinzessin Maha Chakri Sirindhorn eröffnet.
Die Baukosten betrugen 70 Millionen US-Dollar und wurden vor allem durch einen Kredit einer japanischen Bank finanziert.

## Anbindung
Die zweite Freundschaftsbrücke wird von dem Asian Highway AH16 überführt sowie auf thailändischer Seite mit der Thailand Route 12 bis nach Tak verbunden. Eine Eisenbahnverbindung wurde im Gegensatz zur ersten Freundschaftsbrücke nicht vorgesehen.

## Bilder

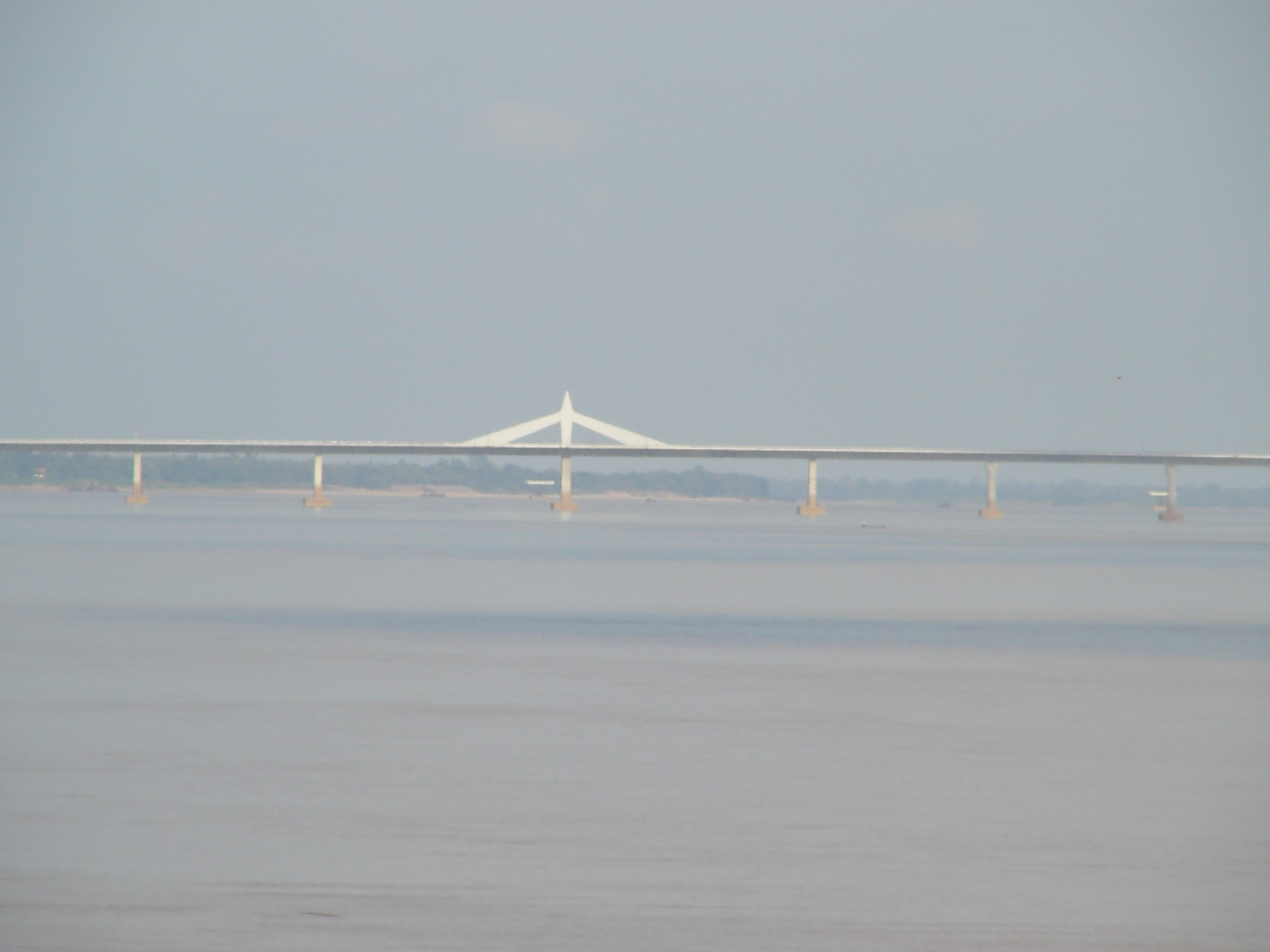
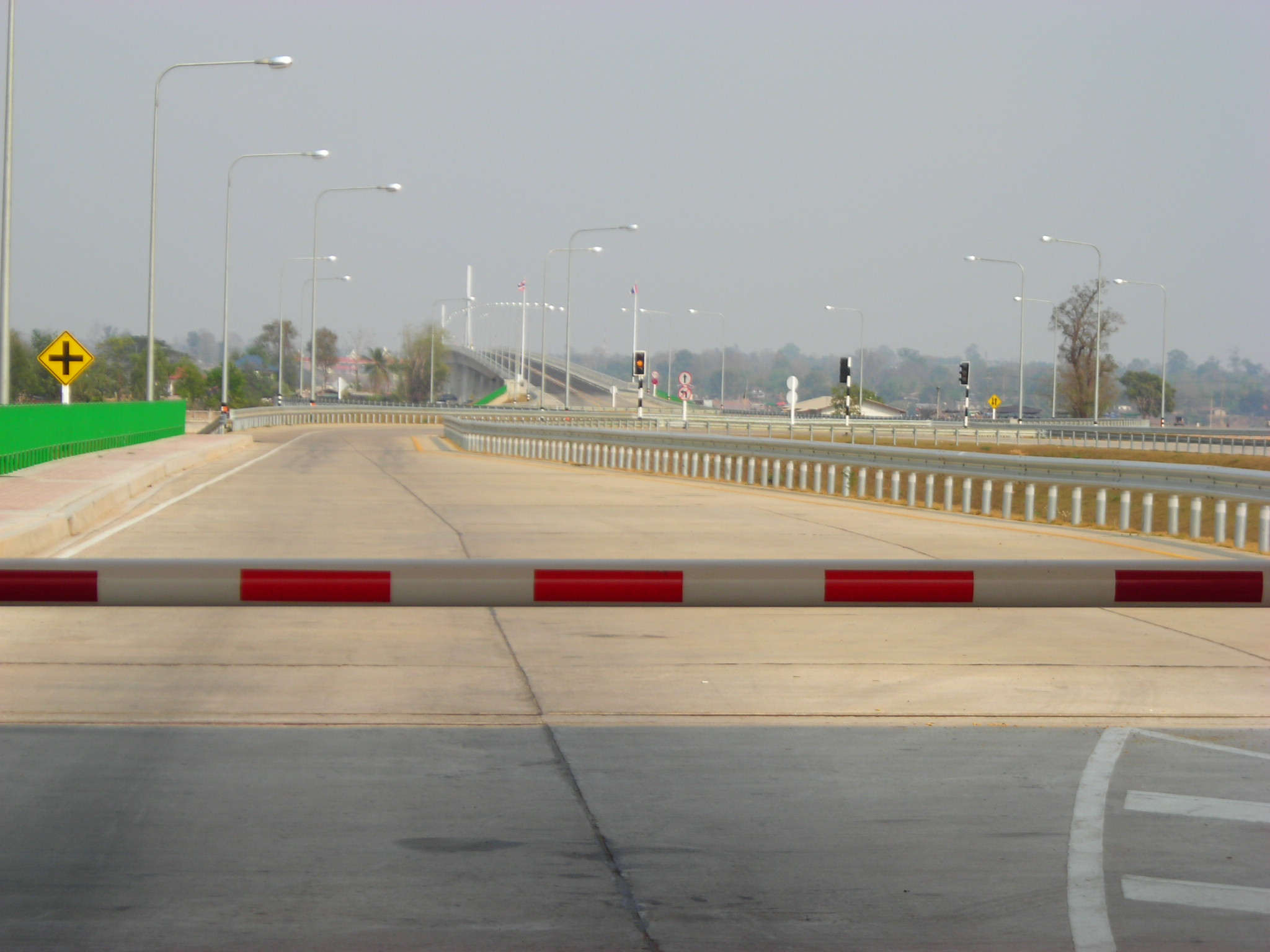
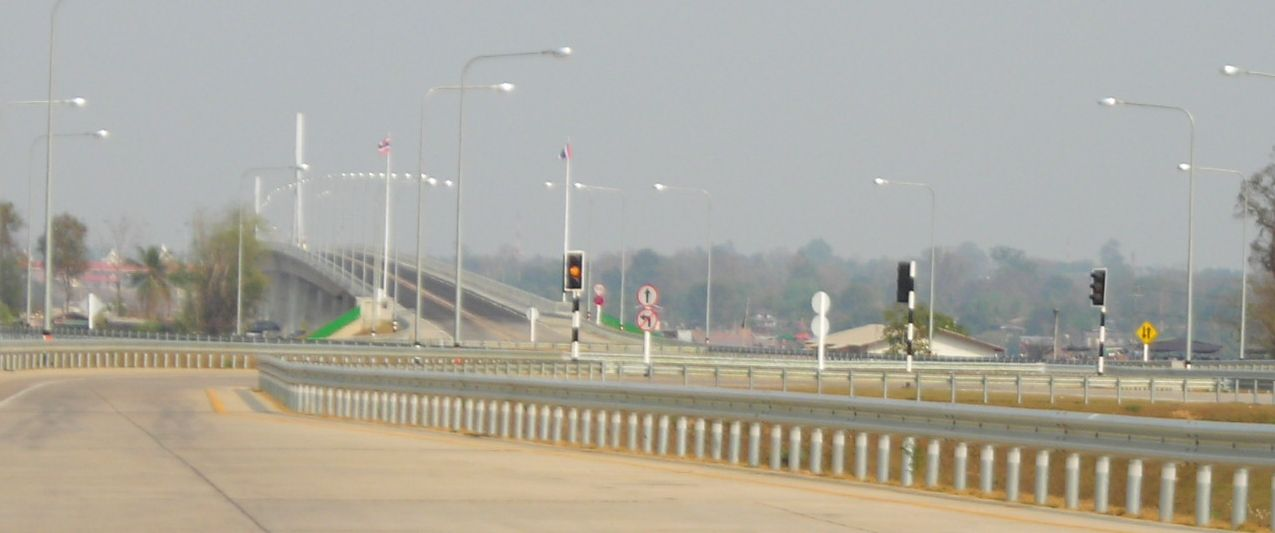
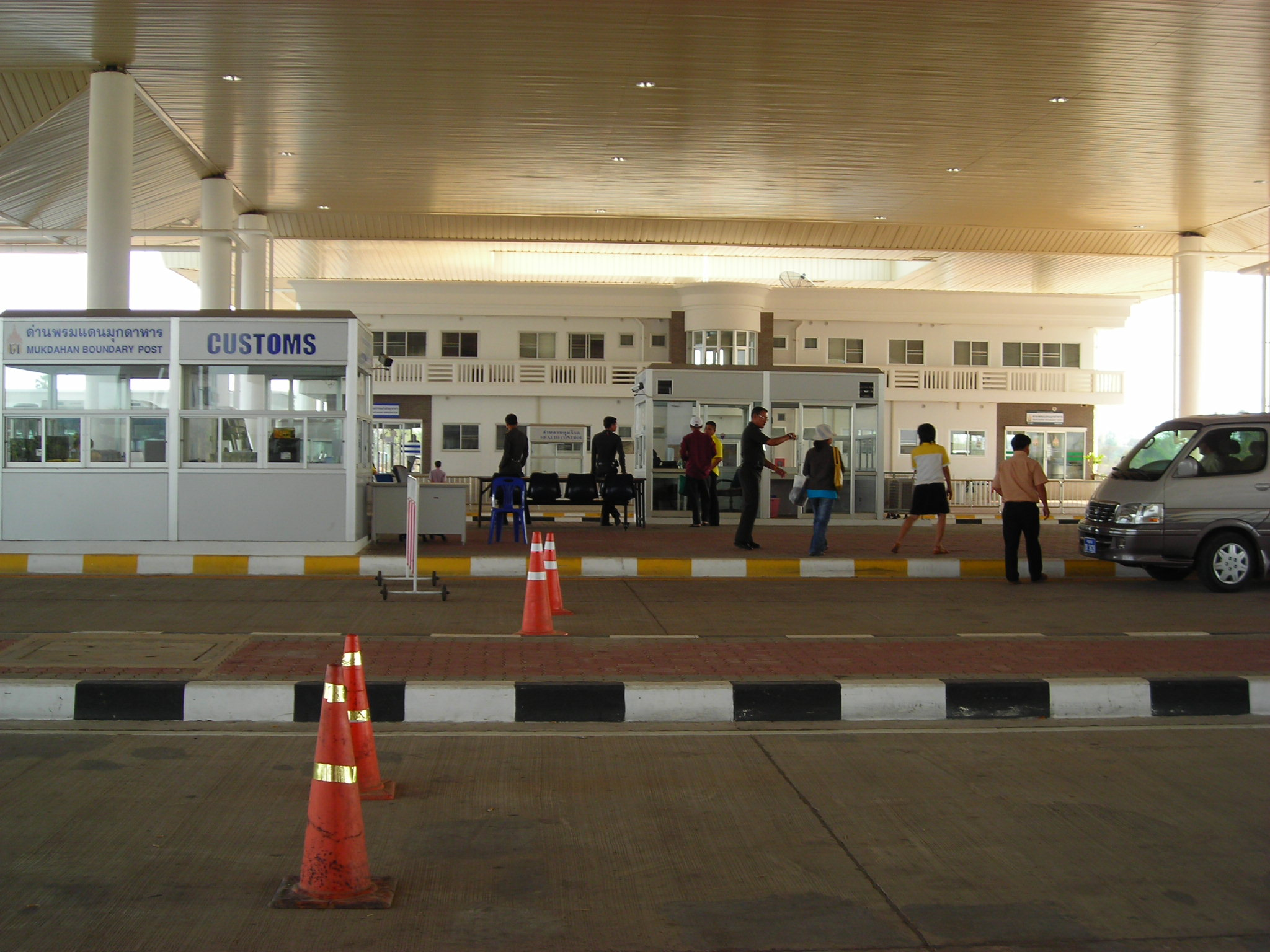
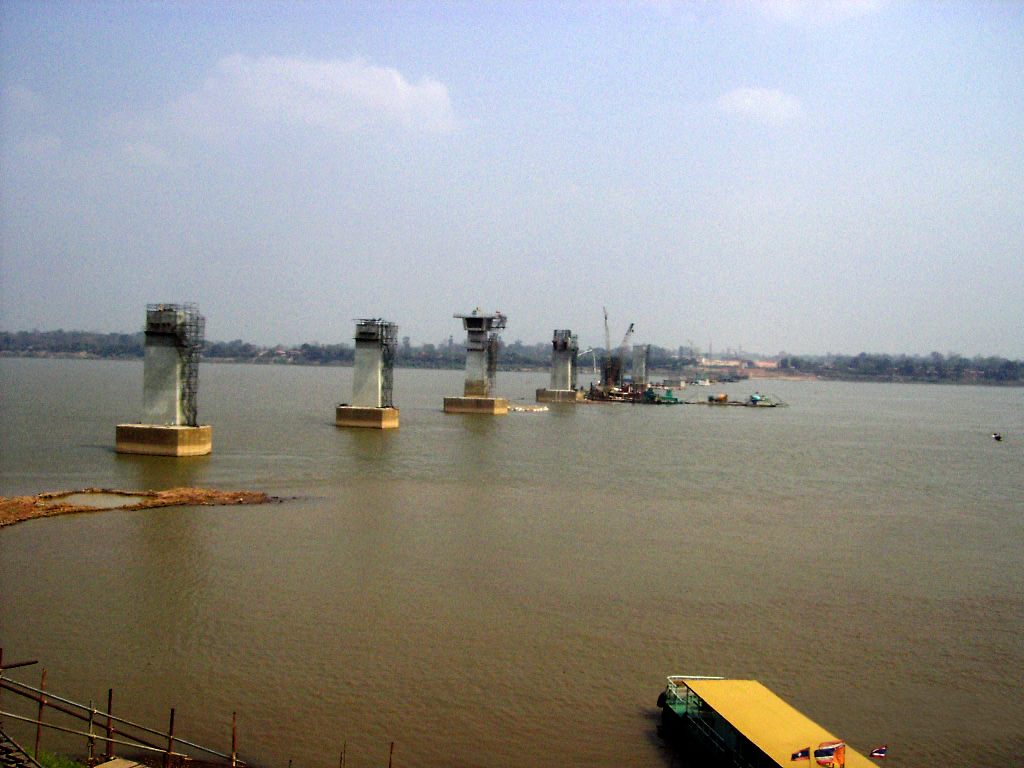
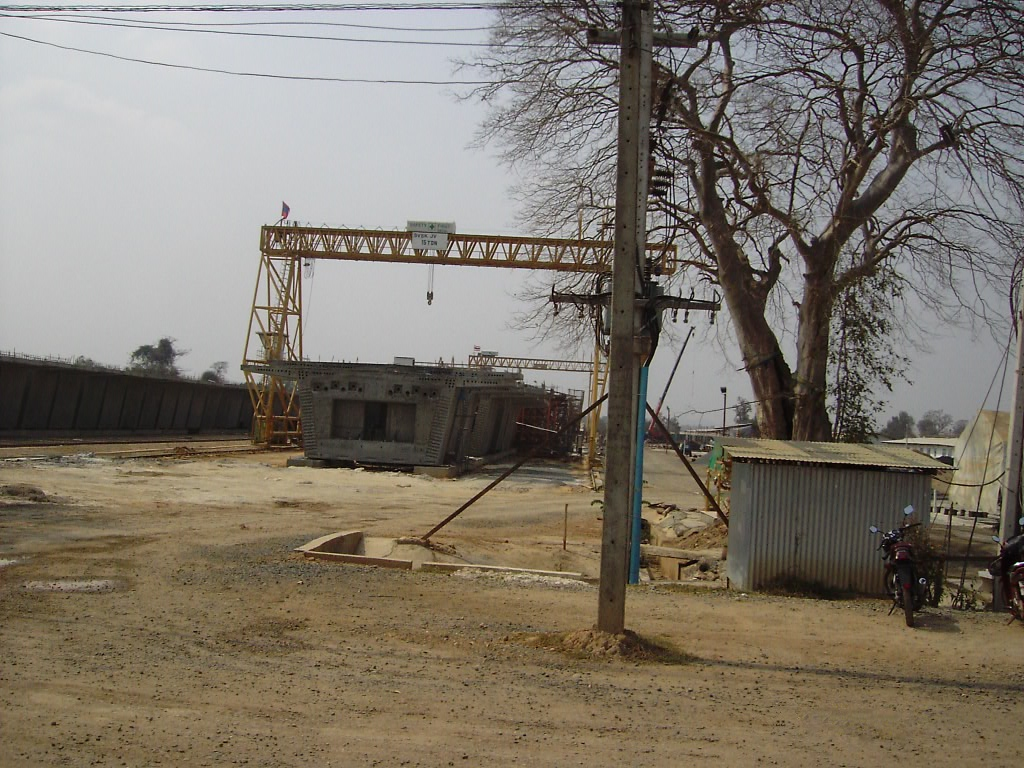
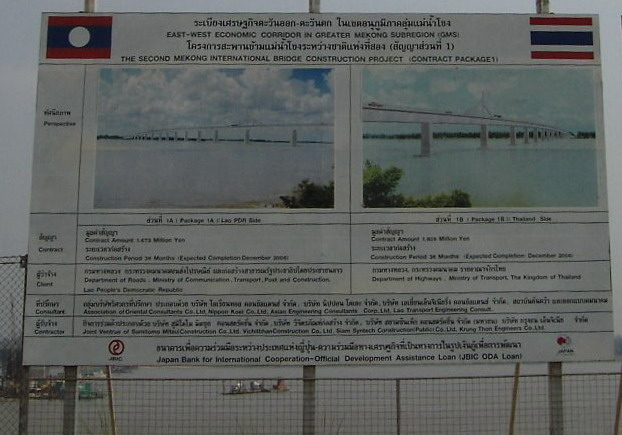